# Ko Yao
Ko Yao (en thaï : เกาะยาว) est un district (Amphoe) de la province de Phang Nga, au sud de la Thaïlande.

## Histoire
Le district Ko Yao a été établi en 1903 comme district mineur dépendant du district Phang Nga Mueang. Le 1er janvier 1988, il est devenu district à part entière.

## Géographie

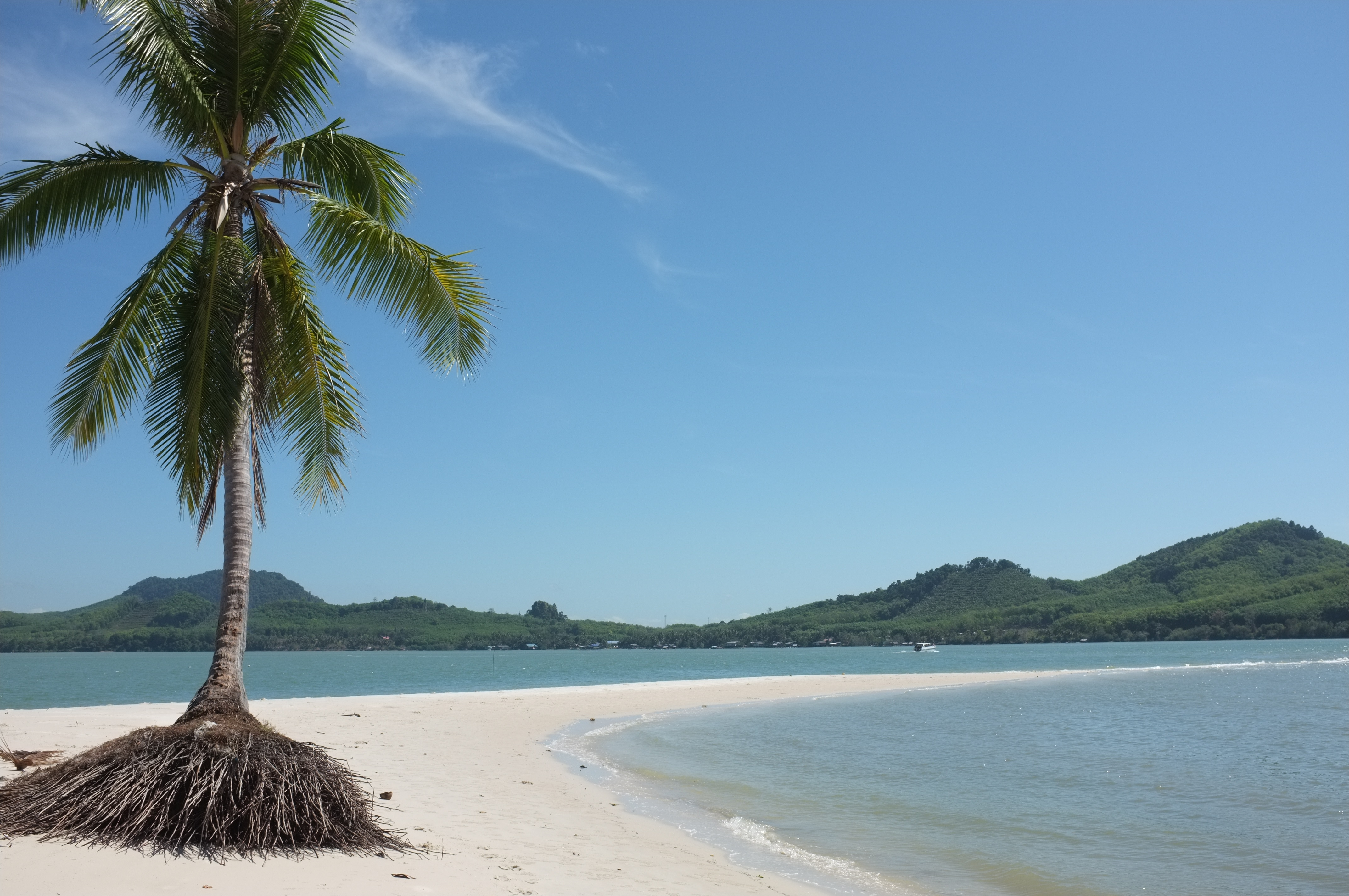
Plage et palmier, île de Ko Yao Yai

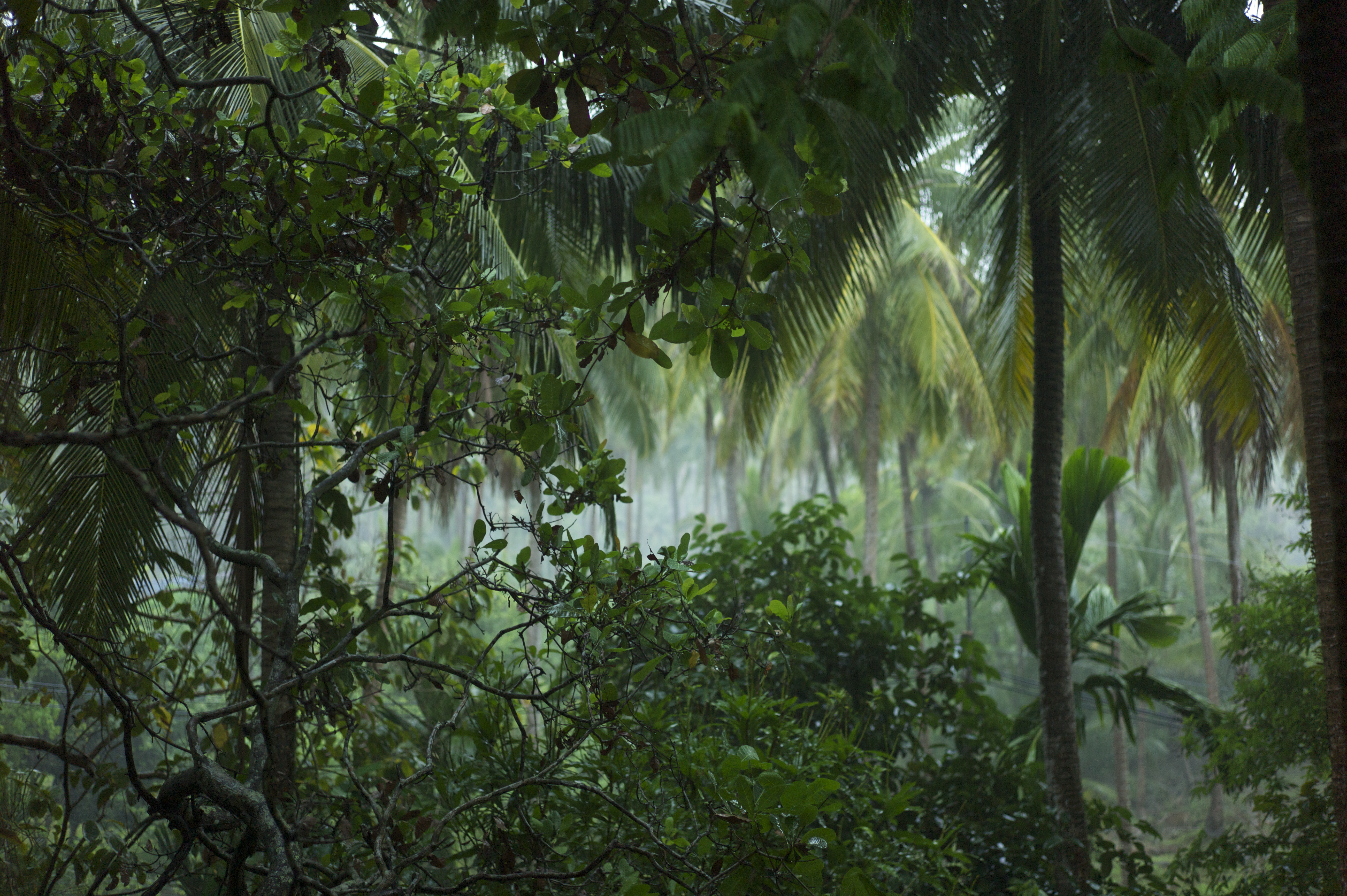
Forêt tropicale humide, île de Ko Yao Noi

Le district comprend diverse îles dans l'archipel de Ko Yao, à l'intérieur de la baie de Phang Nga, à 20 km à l'Est de l'île de Phuket. 
Les deux îles principales sont nommées Ko Yao Yai et Ko Yao Noi (grande île longue et petite île longue). Ko Yao Yai est la plus grande de ces deux îles. Elle est traversée d'une route principale d'environ 50 km en très bon état et d'un réseau de chemins. Des maisons en bois bordent les routes ; des petits villages regroupent école, mosquée, terrain de foot et quelques échoppes. Les principales ressources sont la pêche et les plantations d'hévéa ainsi que quelques rizières, vergers, palmeraies et cocoteraies. On y voit des buffles prenant des bains de boue. 
Les traversées en bateau entre ces deux îles sont très régulières.

L'extrême nord des îles appartient au Parc national d'Ao Phang Nga.

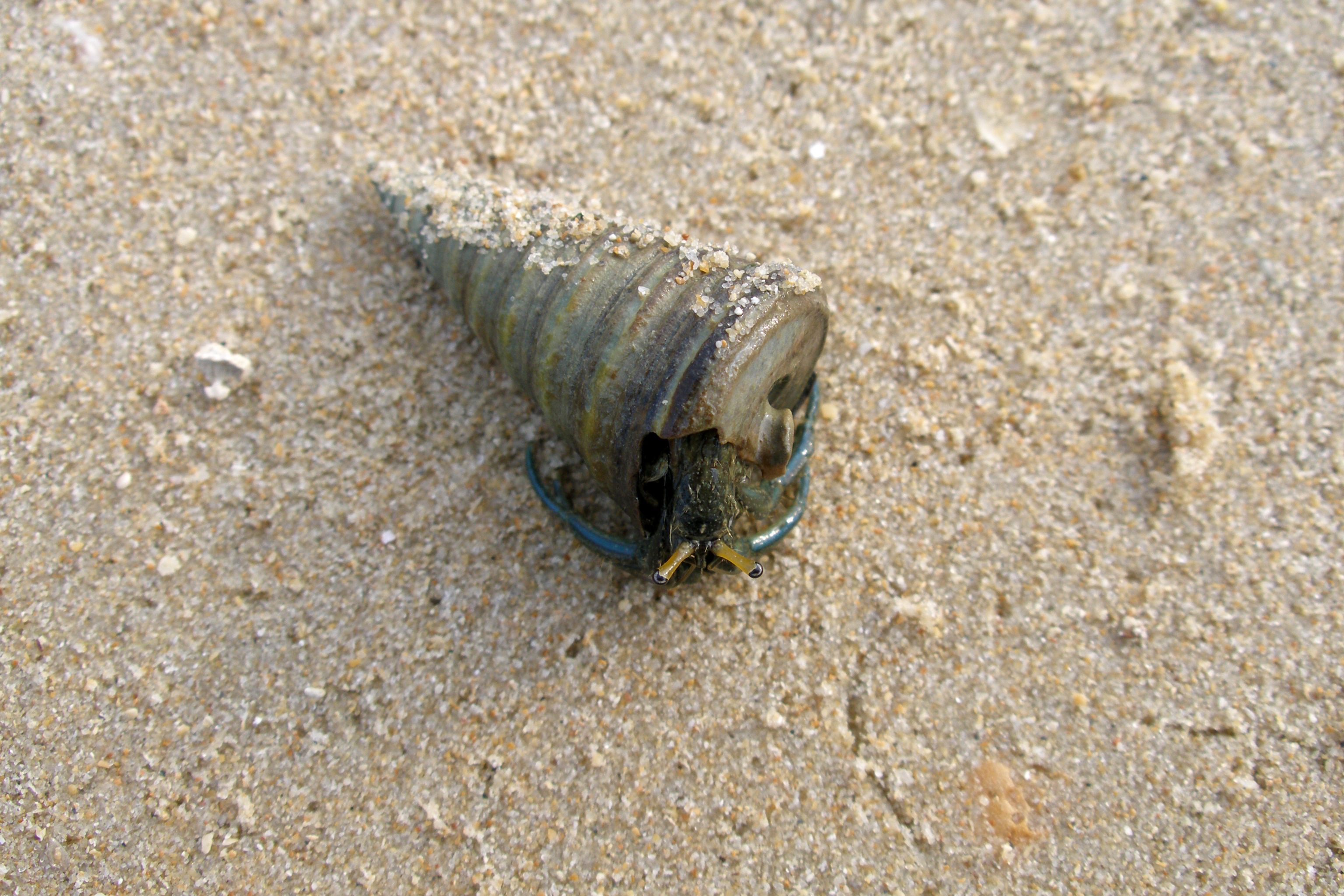
Bernard l'hermite dans un coquillage
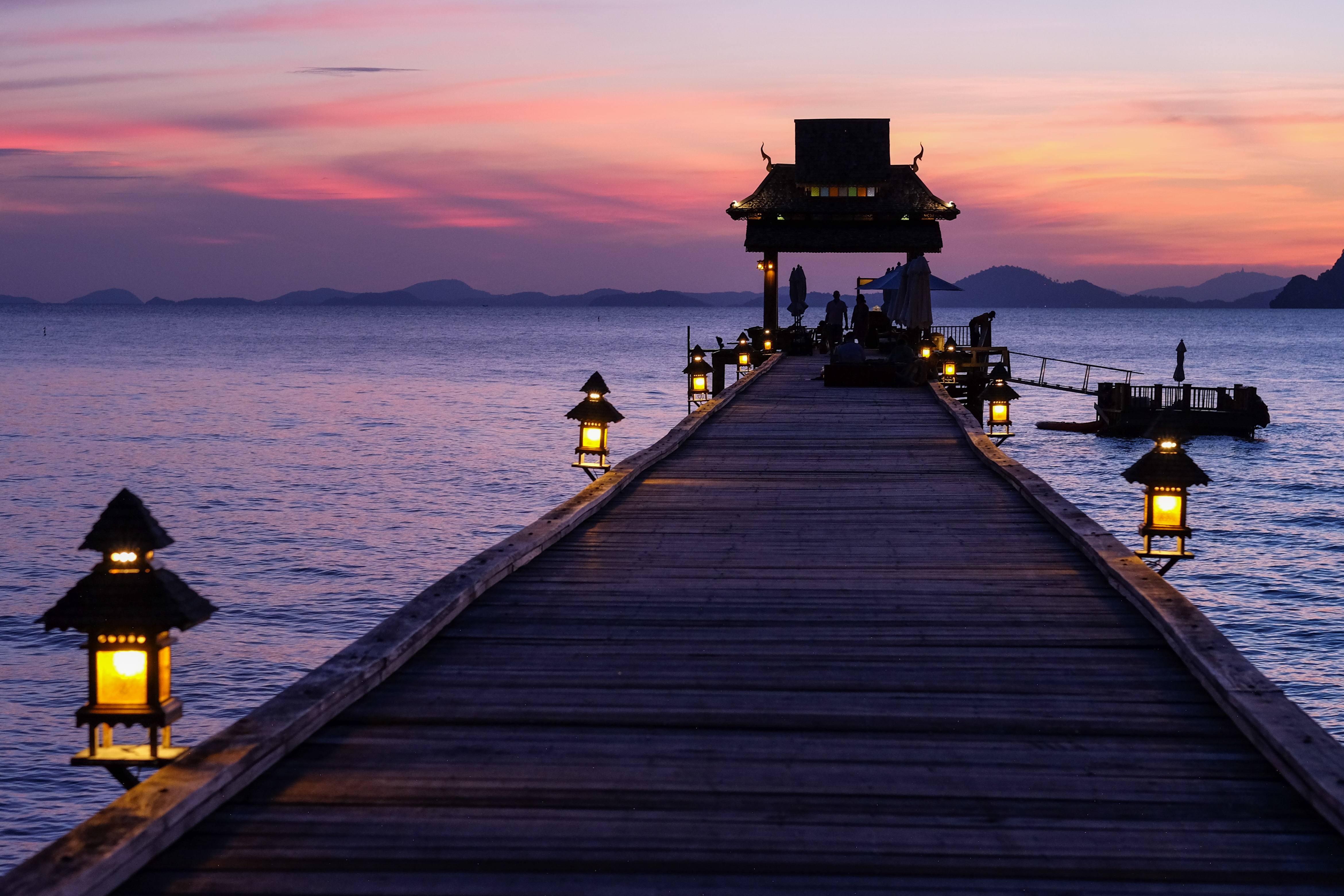
Débarcadère
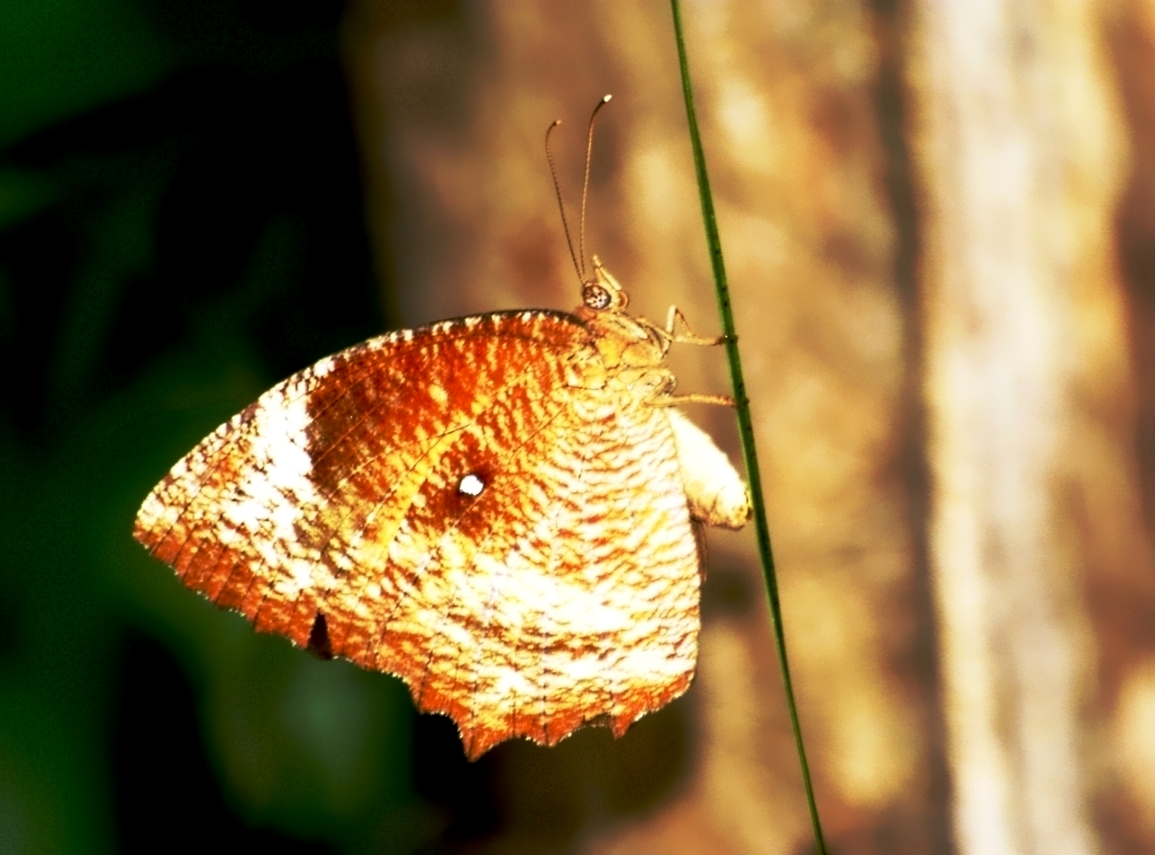
Elymnias hypermnestra tinctoria
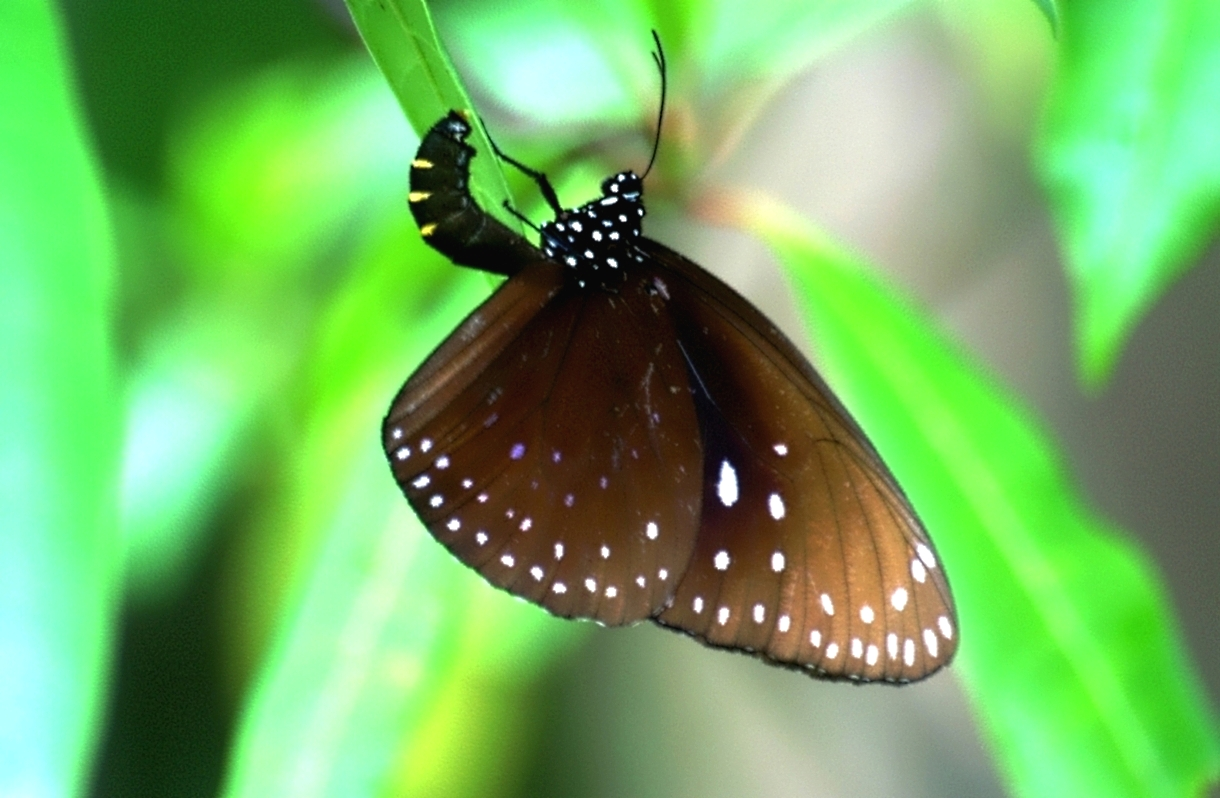
Euploea Phaenareta

## Religion
La majorité de la population est musulmane sunnite. La religion musulmane a été introduite au XIIIe siècle par des marchands arabes.

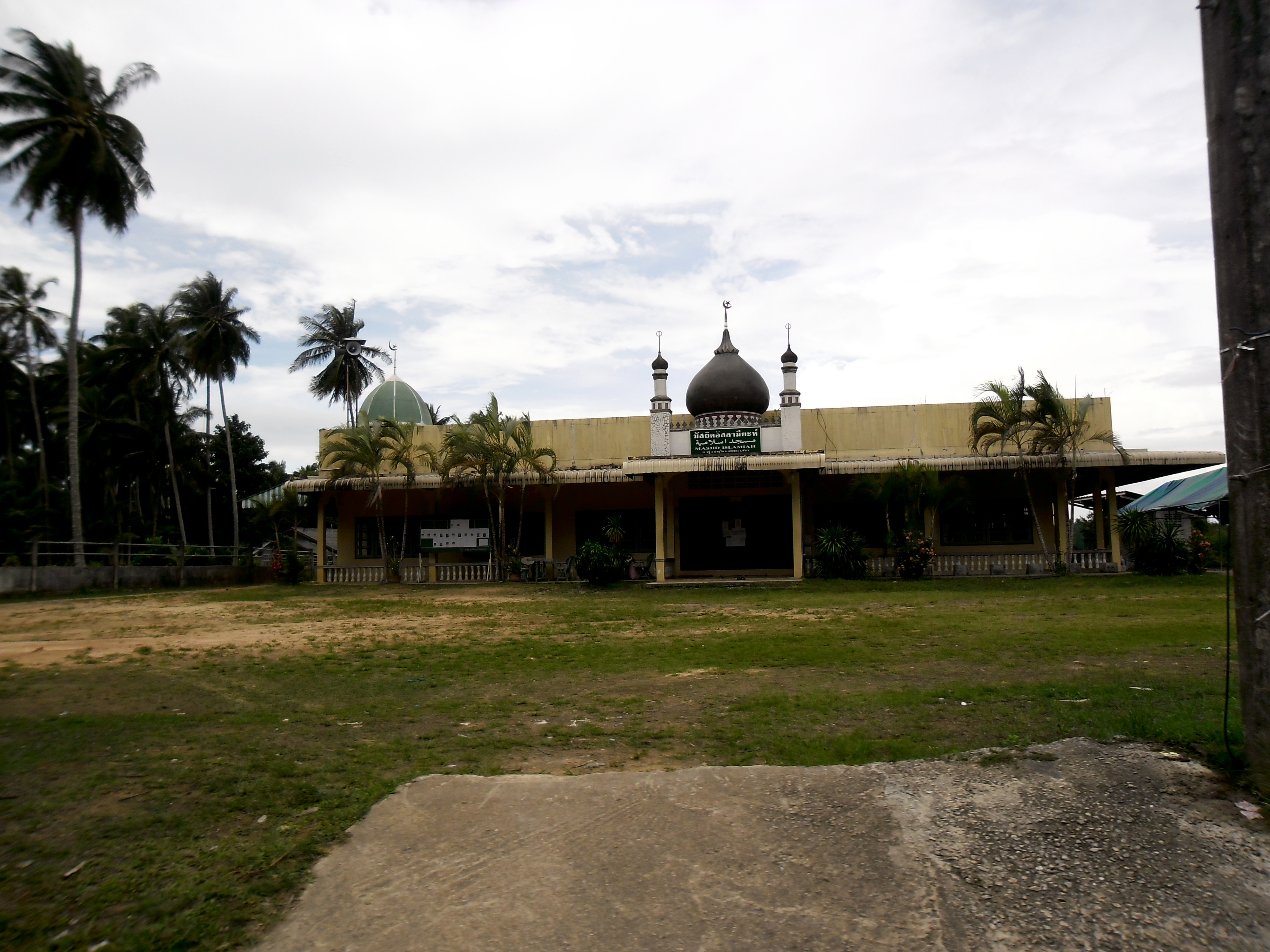
Mosquée à Ko Yao Yai

## Administration

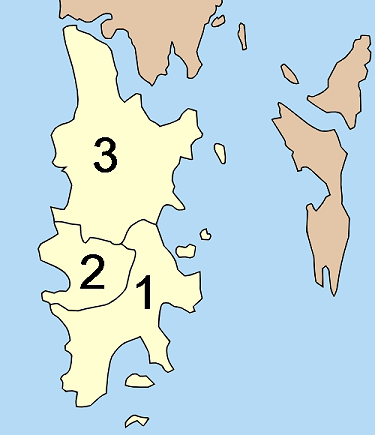
Les trois circonscriptions de Phuket (1,2,3) ; et 20 km à l'Est, les deux îles longues Ko Yao Yai et Ko Yao Noi.

Le district est divisé en 3 sous-districts (tambon), eux-mêmes divisés en 18 villages (muban). Ko Yao a lui-même un statut de municipalité de sous-district (thesaban tambon), qui recouvre une partie du tambon Ko Yao Noi. Il existe aussi 3 « Organisations administratives de Tambon » (TAO). 

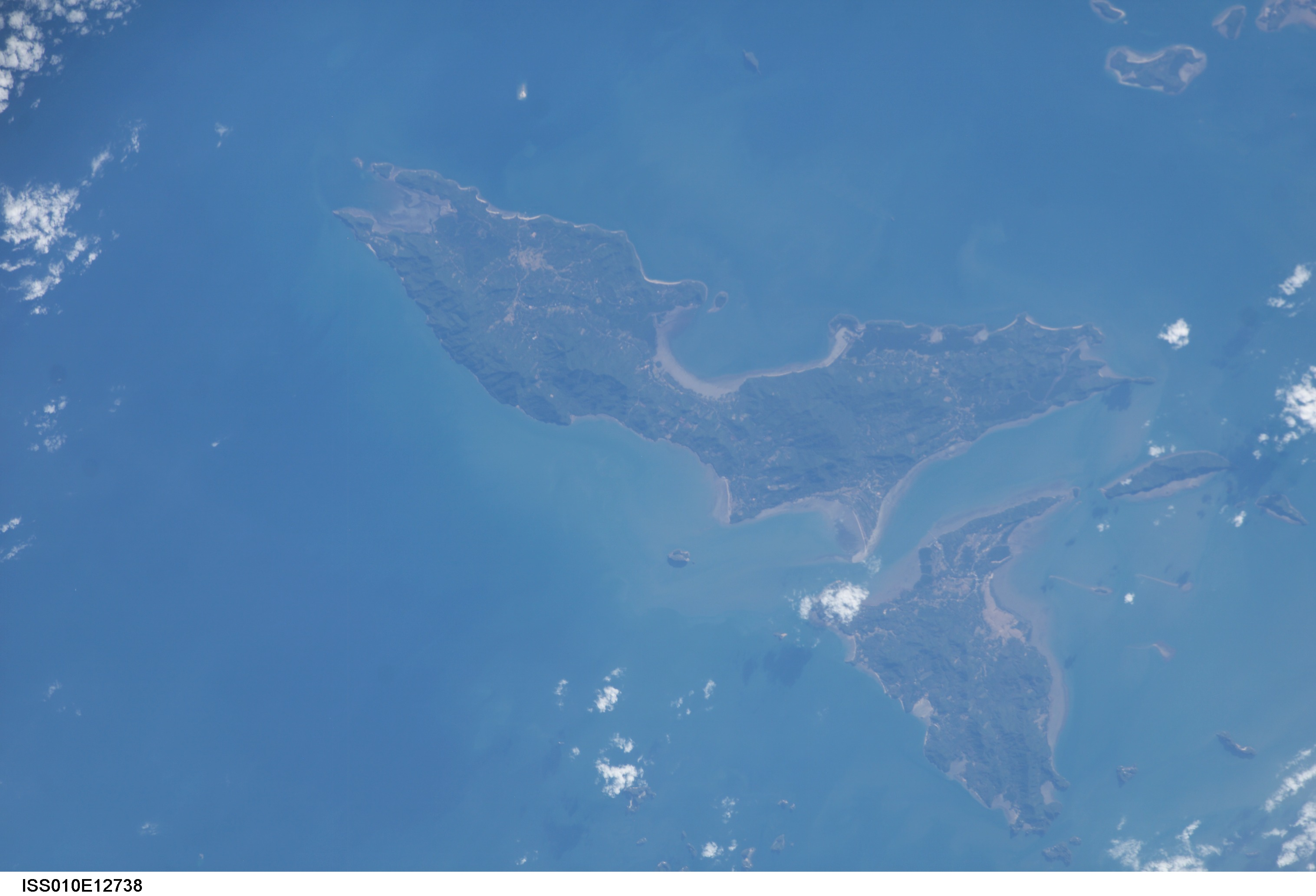
Ko Yao Yai et Ko Yao Noi vues du ciel à 354 km d'altitude

| \| N° \| Nom \| Thaï \| Villages \| Pop.[4] \| \| -- \| ---------- \| ---------- \| -------- \| ------- \| \| 1. \| Ko Yao Noi \| เกาะยาวน้อย \| 7 \| 4 833 \| \| 2. \| Ko Yao Yai \| เกาะยาวใหญ่ \| 4 \| 2 609 \| \| 3. \| Phru Nai \| พรุใน \| 7 \| 5 713 \| | Carte du Tambon |            |          |       |
| N° | Nom             | Thaï       | Villages | Pop.  |
| 1. | Ko Yao Noi      | เกาะยาวน้อย | 7        | 4 833 |
| 2. | Ko Yao Yai      | เกาะยาวใหญ่ | 4        | 2 609 |
| 3. | Phru Nai        | พรุใน       | 7        | 5 713 |